# Кура (село)
Кура — упразднённое село в Хивском районе Дагестана. На момент упразднения входило в состав Цнальского сельсовета. В 1967 годы жители села были переселены в село Новый Фриг.

## География
Располагалось на правом берегу реки лезг. Курар вац|(Цмур), в 1 км (по прямой) к северо-западу от села Цнал.

## История
До вхождения Дагестана в состав Российской империи селение входило в состав Кутуркюринского магала Кюринского ханства. После присоединения ханства к Российской империи числилось в Цнальском сельском обществе Кутур-Кюринского наибства Кюринского округа Дагестанской области. В 1895 году селение состояло из 21 хозяйств. По данным на 1926 год село состояло из 18 хозяйств. В административном отношении входило в состав Цнальского сельсовета Касумкентского района. После землетрясения 1966 года жителей села переселили на земли совхоза «Сафаралиевский» в местности Калаган во вновь образованое село Новый Фриг.

## Население
| Численность населения | Численность населения | Численность населения | Численность населения | Численность населения |
| 1886                  | 1895                  | 1908                  | 1926                  | 1939                  |
| --------------------- | --------------------- | --------------------- | --------------------- | --------------------- |
| 92                    | ↘88                   | ↗131                  | ↘74                   | ↗105                  |

По данным Всесоюзной переписи населения 1926 года, в национальной структуре населения лезгины составляли 100 %